# Sengoku Ren
Ren Sengoku (仙石 廉, sinh ngày 2 tháng 10 năm 1990) là một cầu thủ bóng đá người Nhật Bản thi đấu cho Tochigi SC.

## Thống kê câu lạc bộ
Cập nhật đến ngày 23 tháng 2 năm 2018.
| Thành tích câu lạc bộ | Thành tích câu lạc bộ | Thành tích câu lạc bộ | Giải vô địch | Giải vô địch | Cúp                   | Cúp                   | Cúp Liên đoàn | Cúp Liên đoàn | Tổng cộng | Tổng cộng |
| Mùa giải              | Câu lạc bộ            | Giải vô địch          | Số trận      | Bàn thắng    | Số trận               | Bàn thắng             | Số trận       | Bàn thắng     | Số trận   | Bàn thắng |
| Nhật Bản              | Nhật Bản              | Nhật Bản              | Giải vô địch | Giải vô địch | Cúp Hoàng đế Nhật Bản | Cúp Hoàng đế Nhật Bản | J. League Cup | J. League Cup | Tổng cộng | Tổng cộng |
| --------------------- | --------------------- | --------------------- | ------------ | ------------ | --------------------- | --------------------- | ------------- | ------------- | --------- | --------- |
| 2009                  | Kashiwa Reysol        | J1 League             | 0            | 0            | 0                     | 0                     | 0             | 0             | 0         | 0         |
| 2010                  | Kashiwa Reysol        | J2 League             | 1            | 0            | 0                     | 0                     | -             | -             | 1         | 0         |
| 2011                  | Fagiano Okayama       | J2 League             | 16           | 0            | 2                     | 1                     | -             | -             | 18        | 1         |
| 2012                  | Fagiano Okayama       | J2 League             | 41           | 3            | 1                     | 1                     | -             | -             | 42        | 4         |
| 2013                  | Fagiano Okayama       | J2 League             | 28           | 0            | 2                     | 0                     | -             | -             | 30        | 0         |
| 2014                  | Fagiano Okayama       | J2 League             | 2            | 0            | 0                     | 0                     | -             | -             | 2         | 0         |
| 2015                  | Nagano Parceiro       | J3 League             | 23           | 1            | 1                     | 0                     | -             | -             | 24        | 1         |
| 2016                  | Nagano Parceiro       | J3 League             | 20           | 0            | 1                     | 0                     | -             | -             | 21        | 0         |
| 2017                  | Tochigi SC            | J3 League             | 29           | 0            | 0                     | 0                     | -             | -             | 29        | 0         |
| Tổng                  | Tổng                  | Tổng                  | 160          | 4            | 7                     | 2                     | 0             | 0             | 169       | 6         |